# Lauf (Zapfendorf)
Lauf ([laʊ̯f] ) ist ein Gemeindeteil des Marktes Zapfendorf im oberfränkischen Landkreis Bamberg in Bayern.

## Geografie
Nachbarorte des Kirchdorfes sind im Osten Roth, im Südosten Sassendorf und im Nordwesten Zapfendorf. Nördlich des Ortes verläuft die Bundesautobahn 73.

## Geschichte
Erstmals schriftlich erwähnt wurde das Dorf im Jahre 1202. Damals war der Ort im Besitz des Bamberger Domkapitels, das Fischteiche anlegte. Das erste Gotteshaus wurde 1400 erbaut. Die Kapelle wurde den Heiligen Drei Königen geweiht. 1718 wurde die heutige Kirche im Stil des Barock errichtet.
Am 1. Juli 1972 wurde Lauf in den Markt Zapfendorf eingegliedert.

## Sonstiges
In Lauf gibt es:
- einen Festplatz,
- zwei Kinderspielplätze,
- zwei Sportplätze,
- einen Friedhof,
- eine Reithalle und
- eine Tennishalle.

## Vereinswesen
- Freiwillige Feuerwehr Lauf
- Sportverein 1. FC Lauf mit Vereinslokal
- Obst- und Gartenbauverein Lauf
- VdK-Ortsverband Lauf
- Musikalische Bläsergruppe